# Кудинов, Александр Семёнович
Алекса́ндр Семёнович Куди́нов (1810—1870-е) — архитектор, академик и профессор архитектуры Императорской Академии художеств.

## Биография

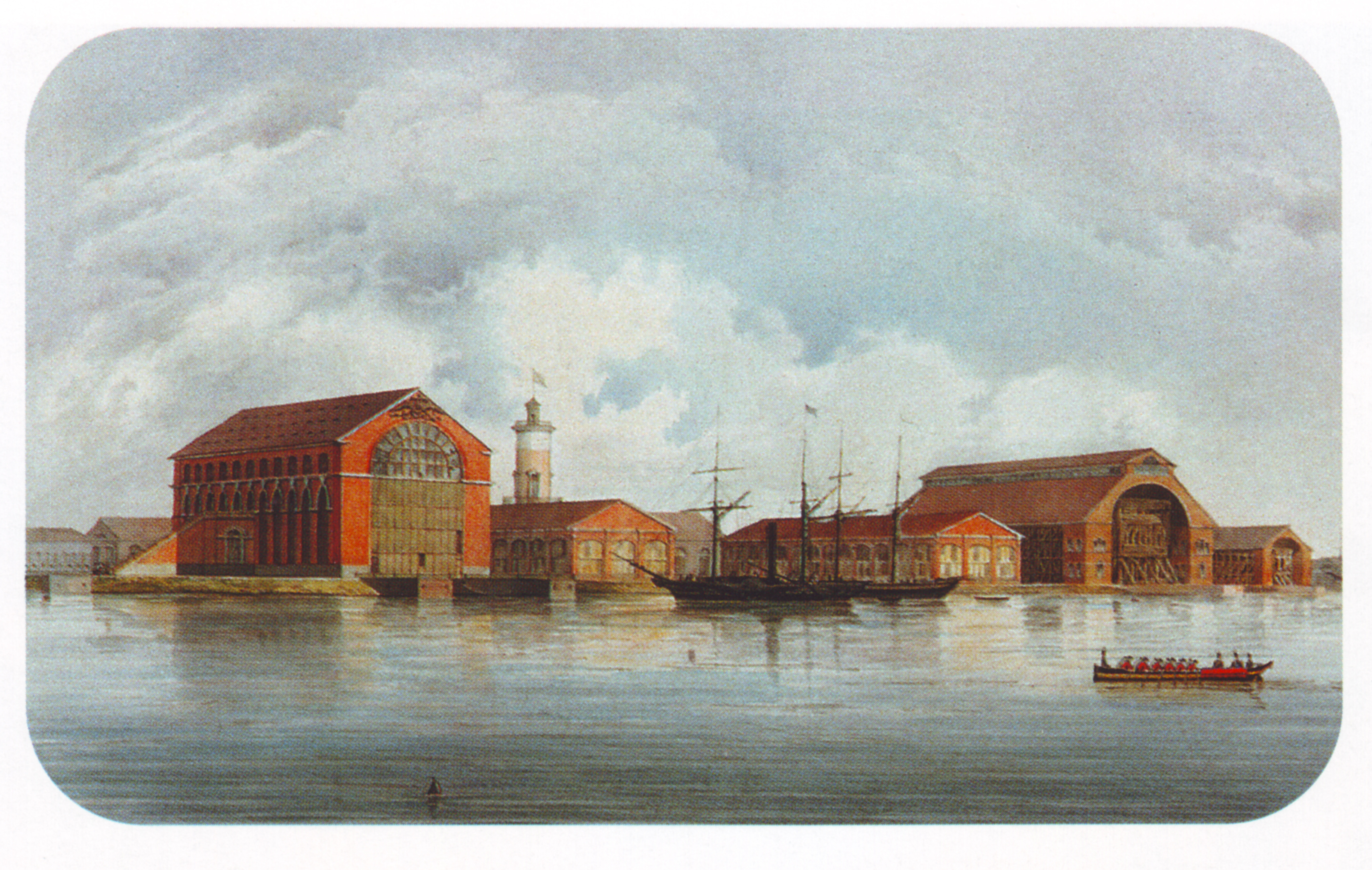
Акварель А. С. Кудинова «Пароходный завод»

Сын губернского секретаря. Воспитанник (с 11-летнего возраста) и учащийся Императорской Академии художеств (1821–1833). Получил медали Академии: малая серебряная (1830 и 1831), большая серебряная (1832). Окончил курс Академии художеств со званием художника с правом на чин XIV класса (1833) и был оставлен при Академии художеств пенсионером «для большего усовершенствования». Были выданы золотые медали: малая (1835) за «проект вокзала» и большая золотая медаль (1836) за программу «Сочинить проект большой ярмарки».Пенсионер Академии художеств за границей (1837–1843). После возвращения из командировки получил звание академика (1844) и звание профессора архитектуры (1859).
Состоял архитектором Духовно-учебного управления при Синоде (1848–1866), архитектор Строительной части Морского министерства и архитектор Кронштадтского порта (с 1860) .
Среди основных построек: пароходный завод и церковь Богоявления (Кронштадт, 1862), церковь Духовной академии (Петербург, 1852–1853), Крюковские морские казармы (Петербург, 1852–1853) .
- Кронштадтский морской завод (Пароходный завод). (1840—1858)[5][6][7][8][9][10][11]
- Казармы Флотского экипажа (Крюковские казармы). Труда пл., 5 (1852—1853)[12]
- Казармы Флотского экипажа (Крюковские казармы). Большая Морская ул., 69; Крюкова наб.к., 2; Труда ул., 7 (1852—1853)[13]
- Адмиралтейские Ижорские заводы. Здание паровой кузницы. Колпино. Ижорский завод, 1АЖ (1858—1861)[14]
- Морская Богоявленская церковь. Кронштадт. Интернациональная ул., 6; Мануильского ул., 13х (1861—1862)[15]